# Ompolygyepű
Ompolygyepű (korábban Ompoly-Preszáka, románul Presaca Ampoiului, németül Ober-Pressendorf) falu Romániában, Fehér megyében.

## Fekvése
Zalatnától 10 km-re délkeletre, az Ompoly partján fekszik.

## Története
1848. október 24-én a falu határában mészárolták le a románok Zalatna 700 menekülő magyar polgárát. 1899. augusztus 11-én szentelték fel a 9 és fél méter magas emlékművüket, mely mai napig az országút mellett áll. 1910-ben 674, túlnyomórészt román lakosa volt.

## Jegyzetek

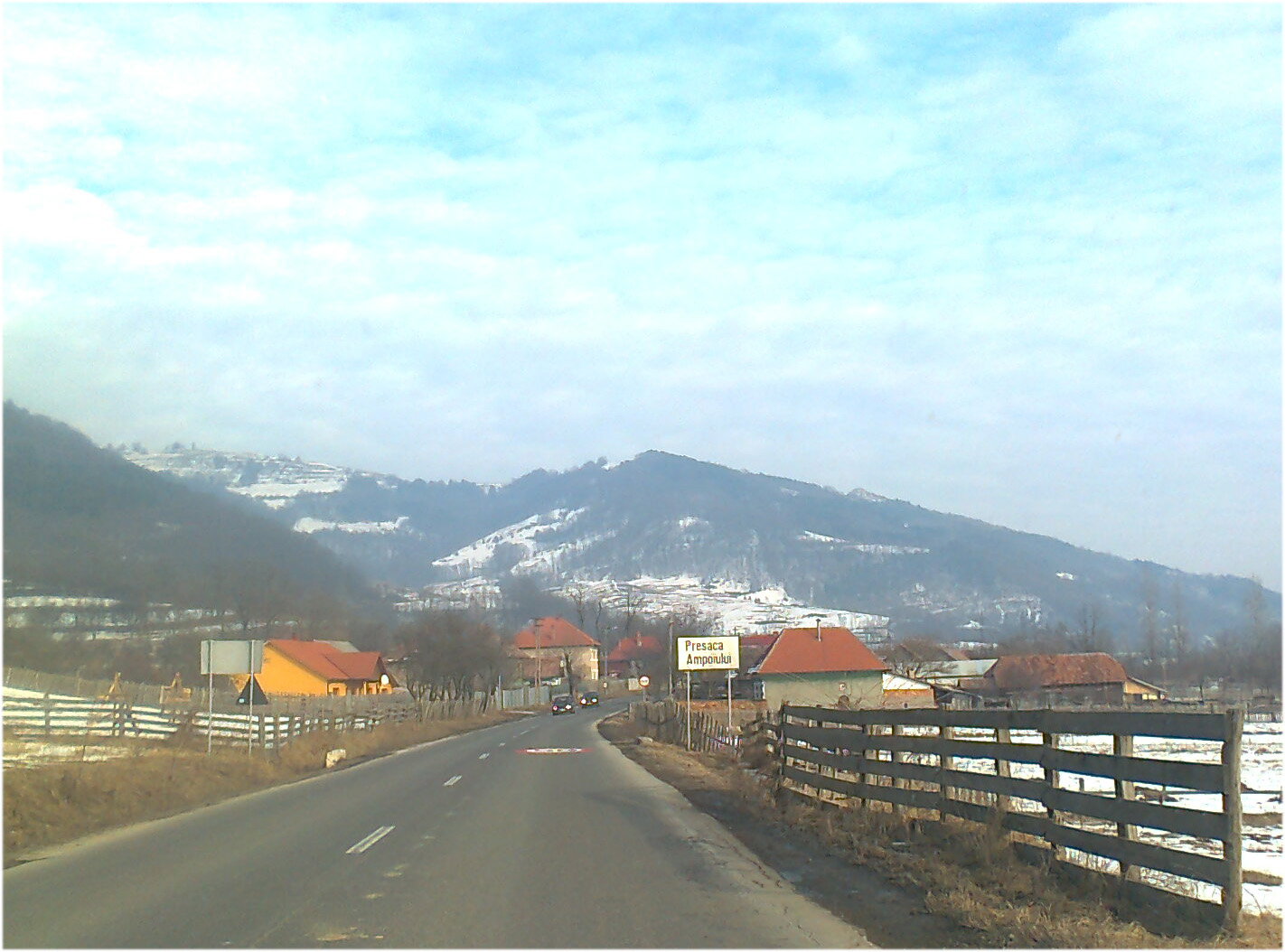
Ompolygyepű Zalatna felől